# Listă de filme de acțiune din 2011
Aceasta este o listă de filme de acțiune din 2011:
| Titlu                                | Regizor                        | Actori                                            | Țară                                                                               | Sub-Gen/Note          |
| ------------------------------------ | ------------------------------ | ------------------------------------------------- | ---------------------------------------------------------------------------------- | --------------------- |
| 30 Minutes or Less                   | Ruben Fleischer                | Jesse Eisenberg, Danny McBride, Aziz Ansari       | Statele Unite ale Americii                                                         | acțiune, comedie      |
| Attack the Block                     | Joe Cornish                    | Jodie Whittaker, John Boyega, Alex Esmail         | Regatul Unit al Marii Britanii și al Irlandei de Nord                              | [ 2 ]                 |
| Battlefield Heroes                   | Lee Joon-ik                    | Jeong Jin-yeong, Lee Mun-shik, Ryu Seung-ryong    | Coreea de Sud                                                                      | [ 3 ]                 |
| Bbuddah... Hoga Terra Baap           | Poori Jagannath                | Amitabh Bachchan, Hema Malini, Raveena Tandon     | India                                                                              | [ 4 ]                 |
| Bodyguard                            | Siddique                       | Salman Khan, Kareena Kapoor, Raj Babbar           | India                                                                              | [ 5 ]                 |
| Captain America: The First Avenger   | Joe Johnston                   | Chris Evans, Hugo Weaving, Tommy Lee Jones        | Statele Unite ale Americii                                                         | [ 6 ]                 |
| Colombiana                           | Olivier Megaton                | Zoe Saldana, Jordi Mollà, Michael Vartan          | Franța · Statele Unite ale Americii                                                | [ 7 ]                 |
| Conan the Barbarian                  | Marcus Nispel                  | Jason Momoa, Stephen Lang, Rachel Nichols         | Statele Unite ale Americii                                                         | [ 8 ]                 |
| Contagion                            | Steven Soderbergh              | Matt Damon, Gwyneth Paltrow, Kate Winslet         | Statele Unite ale Americii                                                         | [ 9 ]                 |
| Countdown                            | Huh Jong-ho                    | Jeong Jae-yeong, Jeon Do-yeon, Lee Gyeong-yeong   | Coreea de Sud                                                                      | [ 10 ]                |
| The Darkest Hour                     | Chris Gorak                    | Emile Hirsch, Olivia Thirlby, Max Minghella       | Statele Unite ale Americii                                                         | [ 11 ]                |
| Don 2: The King is Back              | Farhan Akhtar                  | Shah Rukh Khan, Priyanka Chopra, Boman Irani      | India · Germania                                                                   | [ 12 ]                |
| Drive Angry                          | Patrick Lussier                | Nicolas Cage, Amber Heard, William Fichtner       | Statele Unite ale Americii                                                         | [ 13 ]                |
| Fast Five                            | Justin Lin                     | Vin Diesel, Paul Walker, Dwayne Johnson           | Statele Unite ale Americii                                                         | [ 14 ]                |
| Flying Swords of Dragon Gate         | Tsui Hark                      | Jet Li, Zhou Xun, Aloys Chen                      | Hong Kong · Republica Populară Chineză                                             | [ 15 ]                |
| The Green Hornet                     | Michel Gondry                  | Seth Rogen, Jay Chou, Cameron Diaz                | Statele Unite ale Americii                                                         | acțiune, comedie      |
| Green Lantern                        | Martin Campbell                | Ryan Reynolds, Blake Lively, Peter Sarsgaard      | Statele Unite ale Americii                                                         | film cu supereroi     |
| Hanna                                | Joe Wright                     | Saoirse Ronan, Eric Bana, Tom Hollander           | Statele Unite ale Americii                                                         | [ 18 ]                |
| He-Man                               | Sheng Ding                     | Liu Ye                                            | Republica Populară Chineză                                                         | [ 19 ]                |
| Hobo with a Shotgun                  | Jason Eisener                  | Rutger Hauer, Molly Dunsworth, Gregory Smith      | Canada · Statele Unite ale Americii                                                | [ 20 ]                |
| I Am Number Four                     | D.J. Caruso                    | Alex Pettyfer, Timothy Olyphant, Teresa Palmer    | Statele Unite ale Americii                                                         | acțiune thriller      |
| Karate Girl                          | Kimura Yoshikatsu              | Rina Takeda, Hina Tobimatsu, Naka Tatsuya         | Japonia                                                                            | film de arte marțiale |
| Karate-Robo Zaborgar                 | Noboru Iguchi                  | Itsuji Itao, Mami Yamasaki, Asami                 | Japonia                                                                            | [ 23 ] [ 24 ]         |
| The Kick                             | Prachya Pinkaew                | Jo Jae-hyeon, Ye Ji-won, Petchtai Wongkamlao      | Coreea de Sud · Thailanda                                                          | [ 25 ]                |
| Killer Elite                         | Gary McKendry                  | Jason Statham, Clive Owen, Robert de Niro         | Australia · Statele Unite ale Americii                                             | [ 26 ]                |
| A Lonely Place to Die                | Julian Gilbey                  | Melissa George, Ed Speleers, Eamonn Walker        | Regatul Unit al Marii Britanii și al Irlandei de Nord                              | acțiune thriller      |
| The Lost Bladesman                   | Alan Mak, Felix Chong          | Donnie Yen, Jiang Wen, Betty Sun                  | Hong Kong · Republica Populară Chineză                                             | [ 28 ]                |
| The Mechanic                         | Simon West                     | Jason Statham, Ben Foster, Tony Goldwyn           | Statele Unite ale Americii                                                         | [ 29 ]                |
| Mission: Impossible – Ghost Protocol | Brad Bird                      | Tom Cruise, Jeremy Renner, Ving Rhames            | Statele Unite ale Americii                                                         | [ 30 ]                |
| Mr. & Mrs. Incredible                | Vincent Kok                    | Louis Koo, Sandra Ng, Wen Zhang                   | Hong Kong · Republica Populară Chineză                                             | [ 31 ]                |
| My Kingdom                           | Gao Xiaosong                   | Wu Chun, Han Geng, Barbie Hsu                     | Hong Kong · Statele Unite ale Americii · Republica Populară Chineză                | [ 32 ]                |
| My Own Swordsman                     | Shang Jing                     | Yan Ni, Yao Chen, Sha Yi                          | Republica Populară Chineză                                                         | [ 33 ]                |
| Ninja Kids!!!                        | Takashi Miike                  | Seishiro Kato, Takuya Mizoguchi, Futa Kimura      | Japonia                                                                            | [ 34 ] [ 35 ]         |
| Quick                                | Jo Bum-gu                      | Lee Min-gi, Gang Ye-weon, Kim In-gweon            | Coreea de Sud                                                                      | [ 36 ]                |
| The Raid                             | Gareth Evans                   | Iko Uwais, Joe Taslim, Donny Alamsyah             | Indonezia                                                                          | [ 37 ]                |
| Red Tears                            | Takanori Tsujimoto             | Natsuki Kato, Yuma Ishigaki, Yasuaki Kurata       | Japonia                                                                            | [ 38 ]                |
| Season of the Witch                  | Dominic Sena                   | Nicolas Cage, Ron Perlman, Stephen Campbell Moore | Statele Unite ale Americii                                                         | acțiune thriller      |
| Sector 7                             | Kim Ji-hoon                    | Ha Ji-won, An Seong-gi, Oh Ji-ho                  | Coreea de Sud                                                                      | [ 40 ]                |
| Shaolin                              | Benny Chan                     | Andy Lau, Nicholas Tse, Jackie Chan               | Republica Populară Chineză · Hong Kong                                             | [ 41 ]                |
| Sherlock Holmes: A Game of Shadows   | Guy Ritchie                    | Robert Downey, Jr., Jude Law, Noomi Rapace        | Statele Unite ale Americii                                                         | [ 42 ]                |
| Source Code                          | Duncan Jones                   | Jake Gyllenhaal, Michelle Monaghan, Vera Farmiga  | Canada · Statele Unite ale Americii                                                | acțiune thriller      |
| The Sword Identity                   | Xu Haofeng                     | Yu Chenghui, Song Yang, Zhao Yuanyuan             | Republica Populară Chineză                                                         | [ 44 ]                |
| Sucker Punch                         | Zack Snyder                    | Emily Browning, Abbie Cornish, Vanessa Hudgens    |                                                                                    | [ 45 ]                |
| Thor                                 | Kenneth Branagh                | Chris Hemsworth, Tom Hiddleston, Natalie Portman  | Statele Unite ale Americii                                                         | [ 46 ]                |
| Transformers: Dark of the Moon       | Michael Bay                    | Shia LaBeouf, Tyrese Gibson, John Malkovich       | Statele Unite ale Americii                                                         | [ 47 ]                |
| The Warring States                   | Jin Chen                       | Sun Honglei, Jing Tian, Kim Heui-seon             | Republica Populară Chineză                                                         | [ 48 ]                |
| White Vengeance                      | Daniel Lee                     | Leon Lai, Zhang Hanyu, Crystal Liu                | Hong Kong · Republica Populară Chineză                                             | [ 49 ]                |
| Wu Xia                               | Peter Chan                     | Donnie Yen, Kaneshiro Takeshi, Tang Wei           | Hong Kong · Republica Populară Chineză                                             | [ 50 ]                |
| X-Men: First Class                   | Matthew Vaughn                 | Michael Fassbender, Kevin Bacon, James McAvoy     | Statele Unite ale Americii · Regatul Unit al Marii Britanii și al Irlandei de Nord | [ 51 ]                |
| Yakuza Weapon                        | Tak Sakaguchi, Yûdai Yamaguchi | Tak Sakaguchi, Shingo Tsurumi, Mei Kurokawa       | Japonia                                                                            | [ 52 ]                |